# Ligne 127 (Infrabel)
Pour les articles homonymes, voir Ligne 127.
La ligne 127 est une ancienne ligne de chemin de fer secondaire qui reliait Landen à Statte, près de Huy.
Construite par la Compagnie Hesbaye - Condroz à voie unique (bien que l'exploitation fut confiée dès le départ à la Compagnie de l’État belge), la ligne subira inexorablement la concurrence de la route après la Seconde Guerre mondiale et perdra progressivement l'essentiel de sa desserte.
Jusqu'en 2011, seule la carrière de Moha (exploitée par le groupe Carmeuse) était encore desservie depuis Statte, à raison d'environ un train chaque semaine.

## Historique
- Le 15 janvier 1863[1], une concession est accordée à la Compagnie Hesbaye - Condroz pour la construction d'une ligne entre Landen et Huy. La ligne doit permettre d'éviter les plans inclinés de Ans, et la double voie est donc envisagée, mais l'existence de nombreuses industries locales est également une motivation.
- La ligne est inaugurée le 22 novembre 1875. La Compagnie Hesbaye - Condroz en confie l'exploitation à la Compagnie de l’État Belge, en même temps que le reste de son réseau[2], et touche une rente sur les trains qui circulent. Ligne secondaire finalement posée à voie unique, la vitesse maximale admise était de 40 km/h.
- Le 1er janvier 1900, la concession d'exploitation est officiellement reprise par l’État, simultanément avec la ligne 126 (Statte - Ciney), qui était sous le même régime[2].
- Après la Seconde Guerre mondiale, le tronçon Landen - Braives est porté à 60 km/h pour en améliorer l'attractivité. En dehors des trains locaux, il existait alors quelques trains semi-directs Landen - Liège-Longdoz via Statte.
- En 1963, Les autorails voyageurs abandonnent la ligne et sont remplacés par un service d'autobus.
- L'année suivante, les trains de cabotage fret qui desservait la ligne de bout en bout sont réduits. Seules quelques gares au Sud d'Hannut restent desservies. La section Hannut - Landen ne voit plus passer le moindre convoi commercial.
- En 1982, la desserte du dernier client à Hannut a pris fin, seule la carrière de Moha reste desservie (en exploitation simplifiée - sans signalisation et à 20 km/h maximum). Les voies ne sont pas démantelées. L'armée en assure l'entretien au titre d'infrastructure stratégique.

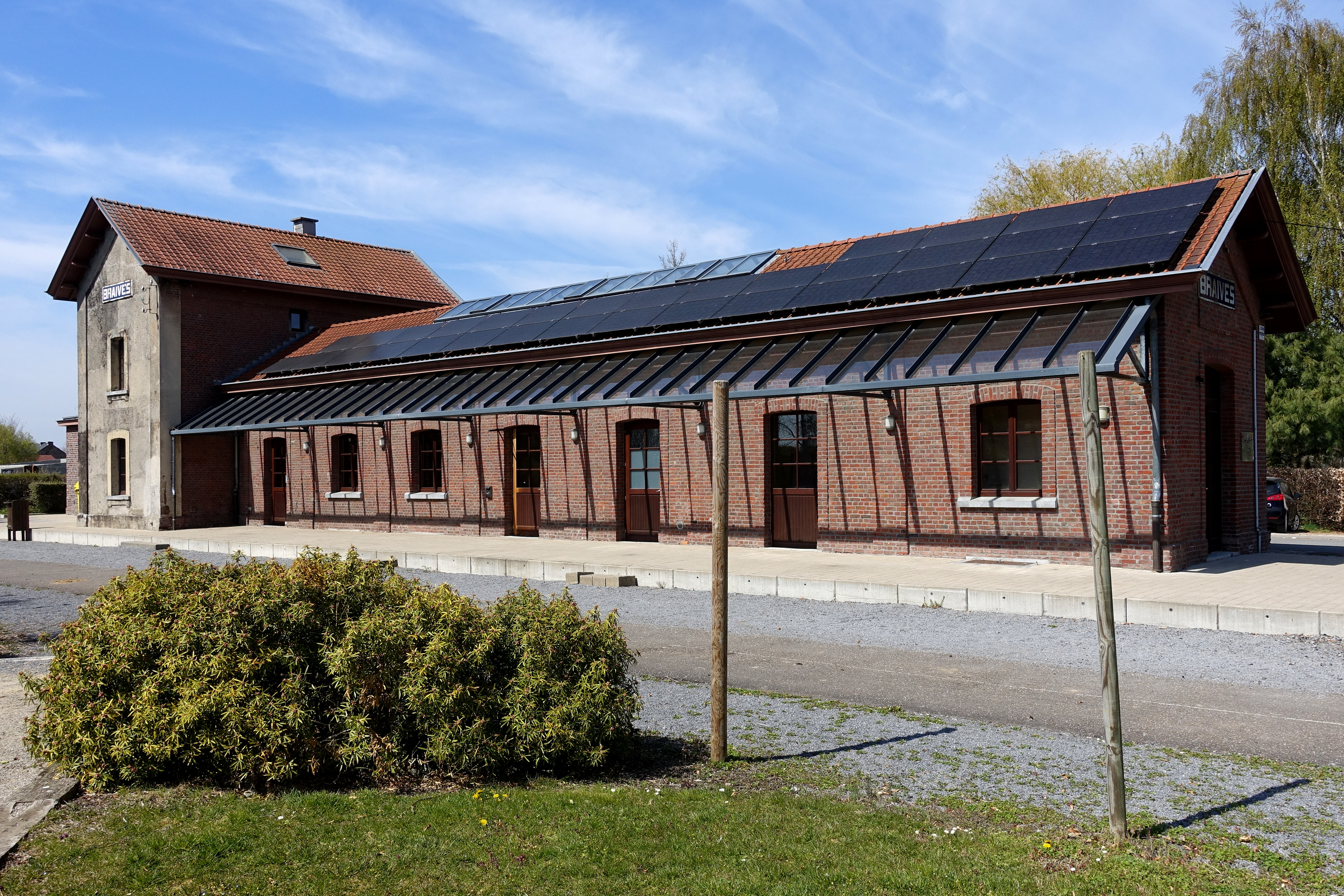
La gare de Braives, utilisée comme maison des associations.

- En 1992, l'hypothèse d'une invasion terrestre s'est éloignée et le maintien de lignes de chemin de fer pour raison stratégique n'a plus de sens. En outre, l'infrastructure n'est plus exploitable en l'état. Les voies sont démontées car la SNCB envisage de réutiliser cette infrastructure pour alimenter sa ligne à grande vitesse au départ de Tihange.
- Après une longue procédure émaillée de plusieurs recours, Electrabel obtient l'autorisation d'enfouir la ligne à haute tension dans l'assiette en 2002-2003.
- Mi-2012, des travaux d'égouttage à Statte induisent l'interruption de la voie qui ne sera pas reposée (la carrière de Moha, dernier raccordé, n'expédiant plus rien par le rail depuis l'année précédente).

## Ouvrages d'art
La ligne comporte deux tunnels : celui de Moha est toujours utilisé, alors que celui de Huccorgne - qui permet de s'affranchir d'un méandre de la Mehaigne (rivière) - n'est plus praticable. Le RAVeL contourne donc celui-ci.

## Utilisation

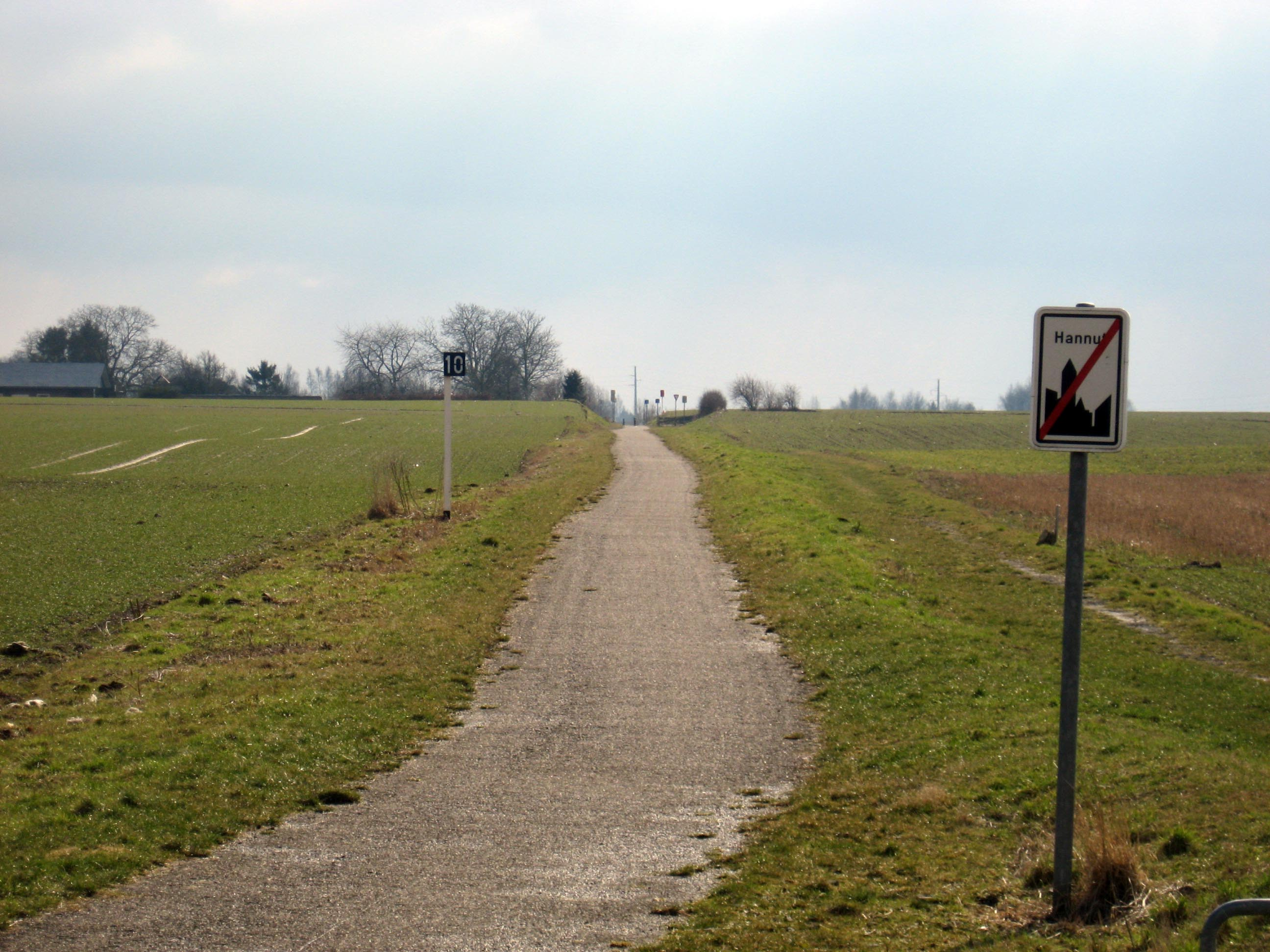
RAVeL à la sortie de Hannut.

Seule la carrière de Moha expédiait encore jusqu'en 2011 des trémies de roche calcaire par le rail (environ une rame par semaine). La carrière n'est plus reliée au reste du réseau depuis les travaux d'égouttage qui ont eu lieu dans le courant du deuxième semestre de 2012. Le passage à niveau situé à la sortie de la gare de Statte a été démonté, suivi par l'aiguillage en gare de Statte.
Un vélo-rail circulant l'été, les draisines de Moha a depuis réutilisé une section de 7 km entre le passage à niveau (démantelé) de l'ancienne gare de Moha, non loin du château, et Wanze,.
Au Nord de Moha, la ligne est convertie en voie lente dans le cadre du réseau RAVeL.
L'assiette est également utilisée pour faire transiter l'électricité et la fibre optique qui alimente la ligne à grande vitesse Louvain - Ans (LGV 2 sur l'axe Bruxelles - Liège - Cologne). Cette ligne relie la centrale nucléaire de Tihange à Avernas-le-Bauduin où se trouve la station d'alimentation.